# Panagia Drosiani
Panagia Drosiani (neugriechisch Παναγία Δροσιανή ‚Frische Allheilige‘), auch Naos Panagias Drosianis (Ναός Παναγίας Δροσιανής ‚Kirche der frischen Allheiligen‘), ist eine aus byzantinischer Zeit stammende orthodoxe Kirche auf der griechischen Kykladeninsel Naxos. Sie befindet sich in der Inselmitte an der Straße von Moni (Μονή) nach Chalkio (Χαλκείο), etwa 230 Meter westlich unterhalb von Moni. Der Name des Ortes ist vom ehemaligen Kloster (Μονή heißt übersetzt Kloster) an der Panagia Drosiani abgeleitet. Die Kirche inmitten von Olivenhainen steht seit 1965 unter Denkmalschutz.

## Beschreibung
Die Kirche der Panagia Drosiani besteht aus vier Gebäudeteilen, die in mehreren Bauphasen errichtet wurden. Den ältesten Teil, wahrscheinlich aus der zweiten Hälfte des 6. Jahrhunderts, bildet eine einschiffige Kirche mit einem Drei-Konchen-Chor an der Südostseite. Die Gesamtlänge des Innenraums beträgt 19,40 Meter, die Breite im Nordwesten etwa 3,50 Meter und zwischen den beiden gegenüberliegenden Apsiden im Südosten 8 Meter. Die Hauptachse der Kirche wurde zur Seite des Chores beziehungsweise Sanktuariums, mit dem Hauptaltar in der mittleren der drei Apsiden, auf die Lage des 1070 Kilometer entfernten Jerusalem ausgerichtet, das heißt, auf das angenommene „Himmlische Jerusalem“ geostet. Das Mauerwerk aus unbehauenen flachen Lesesteinen ist innen verputzt, die äußeren Mauern hingegen nur an der Nordwestseite, dem Dach und der Kuppel über dem Chor, die auf einem mit zwei Fenstern versehenen Tambour aufgesetzt ist.

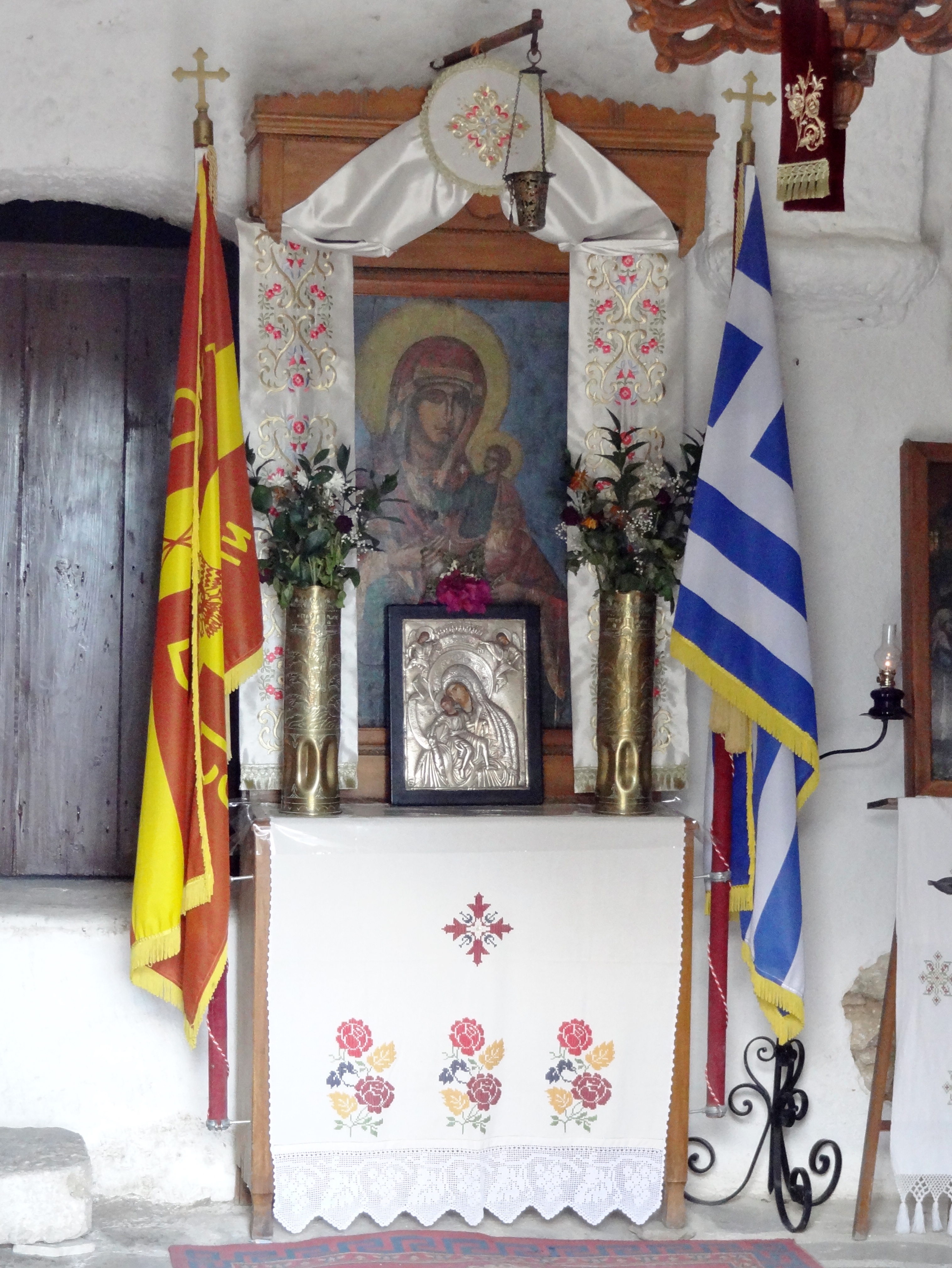
Ikonenständer am Eingang

Der Haupteingang etwa in der Mitte der Kirche führt unter einem in späterer Zeit errichteten Glockenträger mit drei Bögen von Südwesten in das Kirchenschiff. Einen weiteren Zugang gibt es von Nordwesten. Der an den Chor westlich anschließende 11 Meter lange Raum mit den Eingängen hatte ursprünglich wahrscheinlich nur eine Länge von 1,50 Meter. Von der nordöstlichen Innenwand führen Durchgänge in drei noch in mittelbyzantinischer Zeit nachträglich angebaute, schräg ausgerichtete Kapellen. Die beiden äußeren haben wie der Hauptraum der Kirche je drei Apsiden und eine Kuppel, der mittlere Anbau nur eine Apsis. In der östlichsten der drei Kapellen fanden sich Reste von Wandmalereien, sie scheint als Beinhaus genutzt worden zu sein. In der mittleren Apsis des Hauptschiffs im Südosten sind Reste eines Bischofstuhls erkennbar, was jedoch nicht bedeutet, dass die Kirche als Kathedrale genutzt worden sein muss. Ein dahinter befindliches gekuppeltes Zwillingsfenster wurde bereits im 7. Jahrhundert von unten teilweise zugemauert.
Über dem Zwillingsfenster der südöstlichen Apsis wölben sich, wie auch in der sich nördlich anschließenden Apsis und in der Kuppel des Chores, byzantinische Fresken aus der Zeit vor dem byzantinischen Bilderstreit. Abweichende Meinungen gibt es dahingehend, ob die Fresken der ersten oder zweiten Hälfte des 7. Jahrhunderts zuzurechnen sind. Gründe dafür liegen im ikonografischen Programm der Wandmalereien. Auffallend ist die im Gegensatz zum Miaphysitismus der altorientalischen Kirchen in Ägypten und Syrien wie auch des Monotheletismus der byzantinischen Kaiser stehende chalkedonische Darstellung Jesu Christi in der Kuppel über dem Chor. Dort erscheint Christus in zwei Rondellen, ähnlich Imagines clipeatae, an der Nordostseite mit sehr kurzem, jugendlichen Bart, das Buch der Evangelien haltend, und gegenüber als ältere Person mit einem betont langen Bart und einer Schriftrolle. Die verschiedenartige Darstellung wird als Entsprechung der zwei Aspekte Christi als Mensch und als Gott gedeutet. Dies nimmt Nikolaos Ghioles zum Anlass, die Fresken in die zweite Hälfte des 7. Jahrhunderts zu datieren und eine Verbindung mit dem Aufenthalt des Papstes Martin I. auf Naxos im Jahr 653 herzustellen. Dagegen kommt Nikolaos Drandakis in Auswertung der Wandmalereien der Kirche zu dem Ergebnis, dass diese am Ende des 6. oder dem Anfang des 7. Jahrhunderts aufgebracht worden sein müssen.

Außenansichten der Kirche
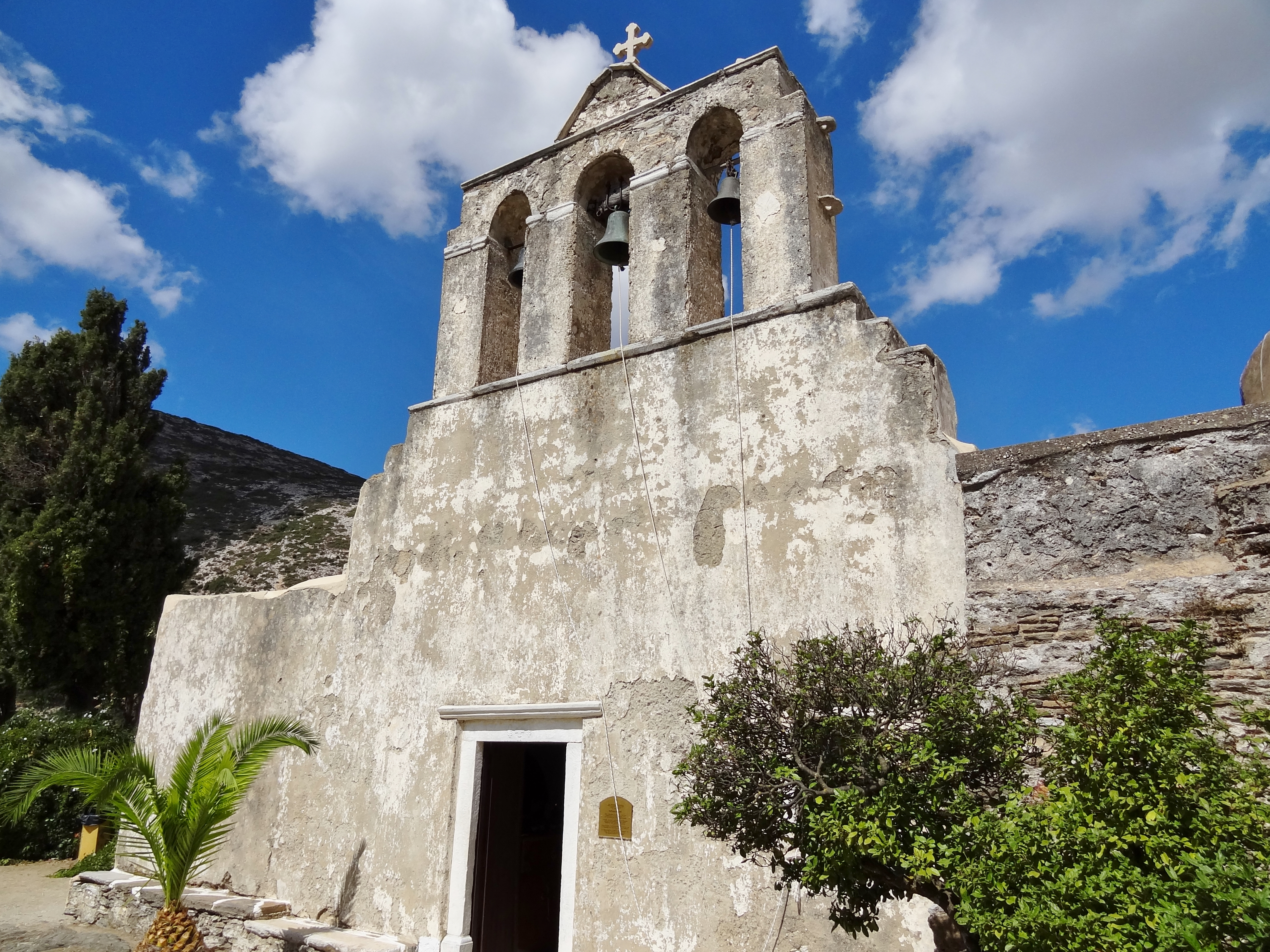
Südwestseite mit Eingang und Glockenträger
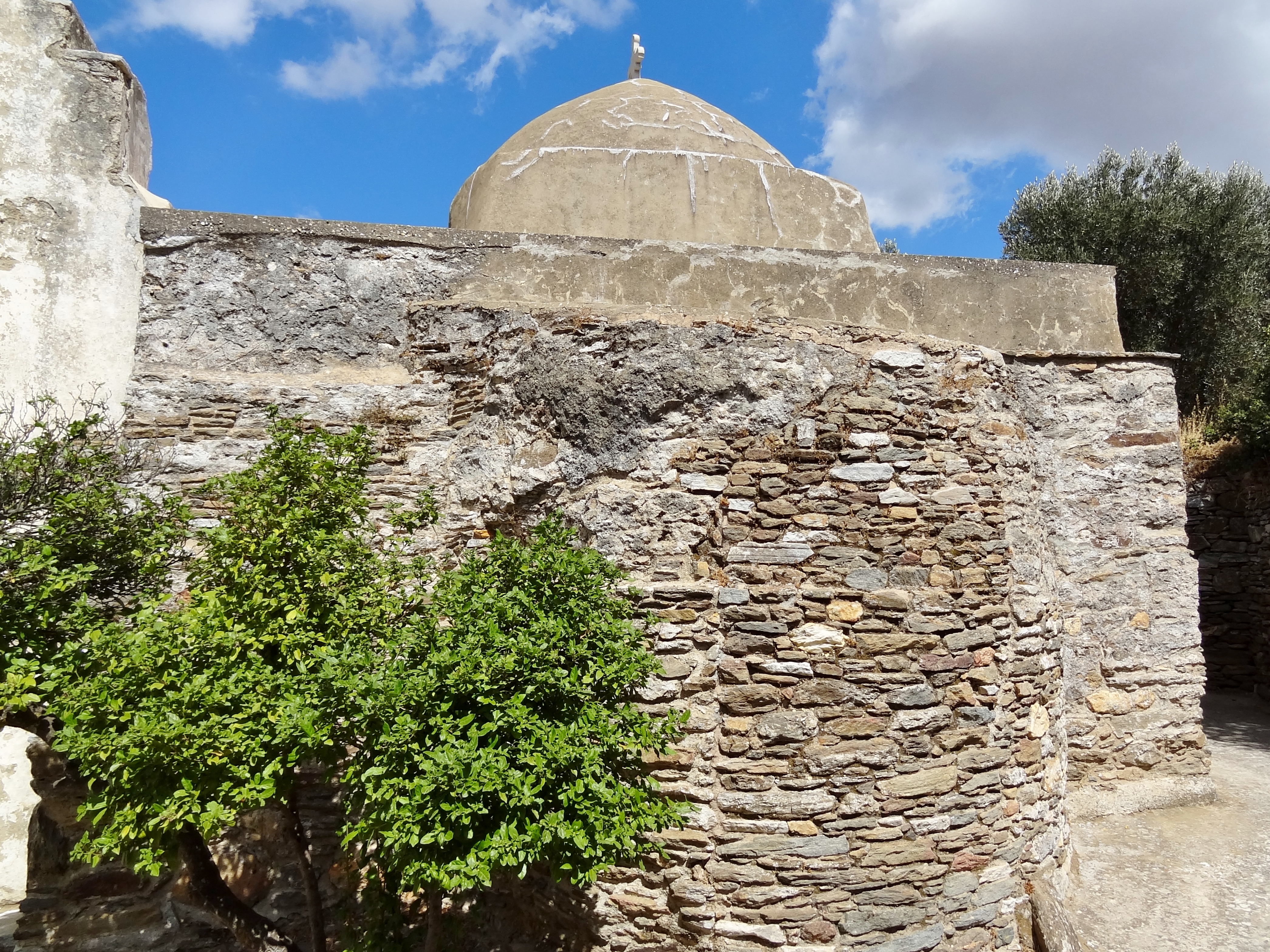
Ältester Gebäudeteil an der Südostseite
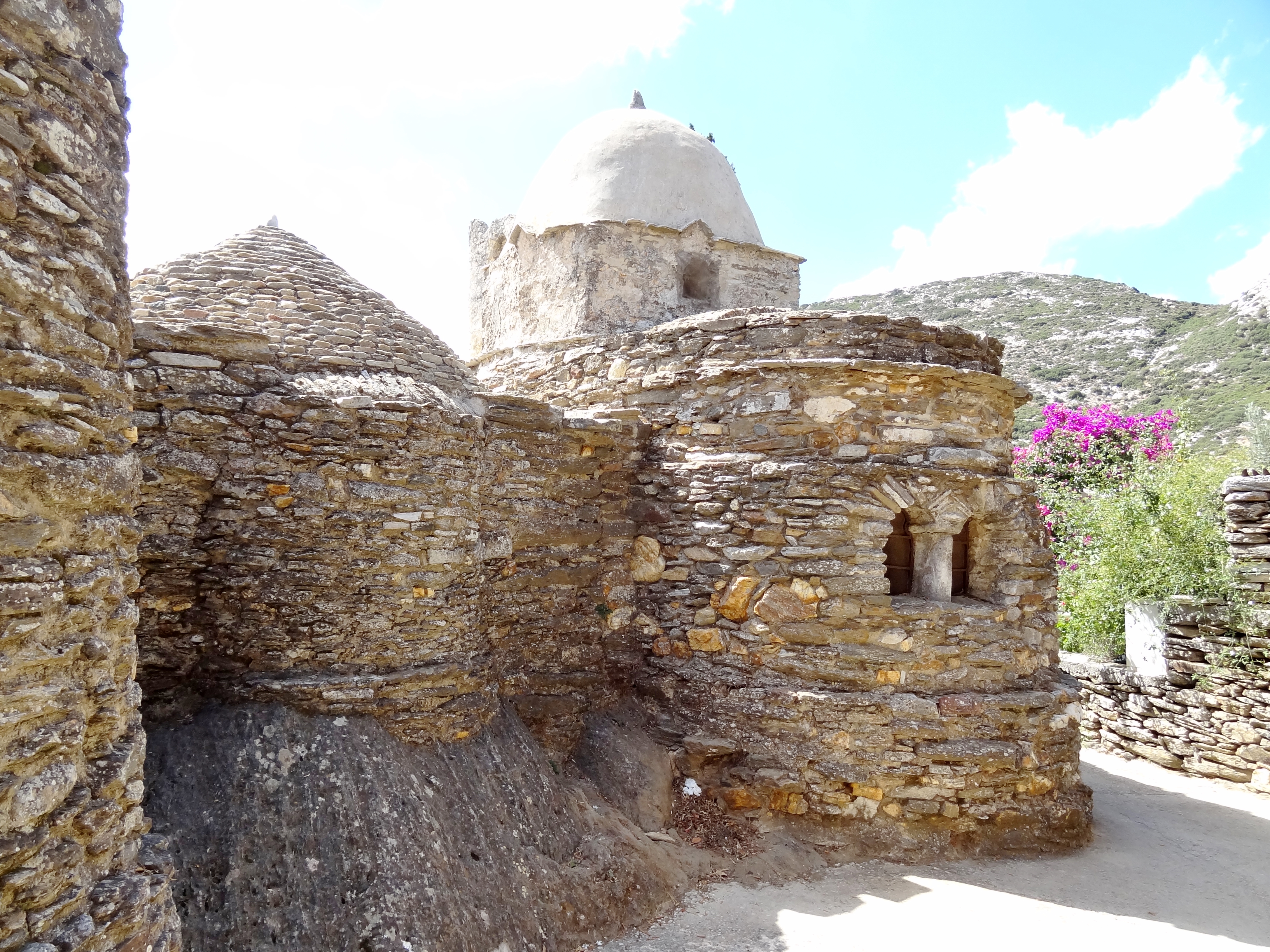
Spätere Anbauten an der Nordostseite
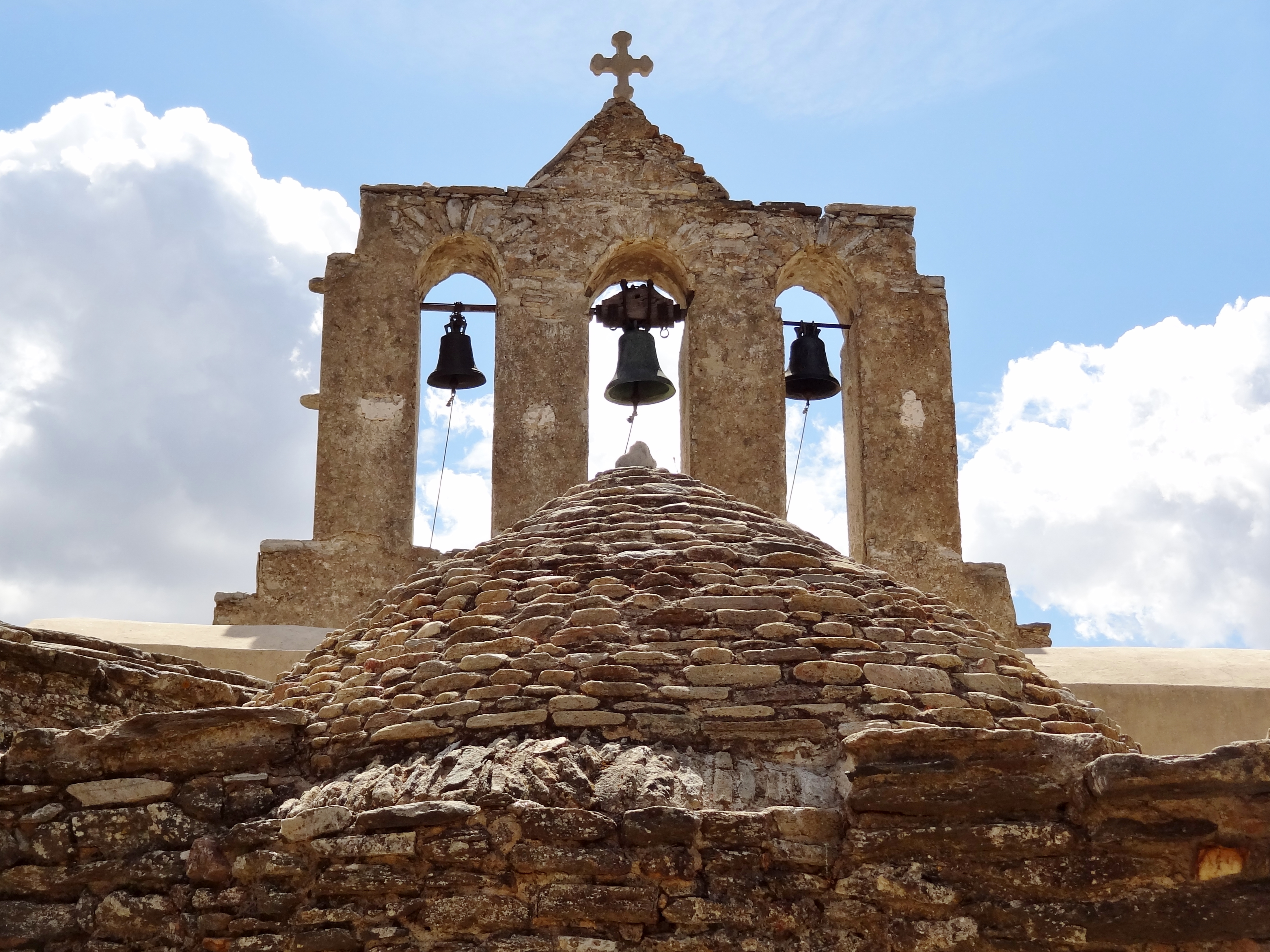
Glockenträger hinter dem nordöstlichen Anbau

In der südöstlichen Apsis um das teilweise vermauerte Zwillingsfenster ist die Himmelfahrt Christi dargestellt. Den Bogen davor füllen zwei Erzengel, die Gründerinschrift und weitere Inschriftenreste aus. Die nordöstliche Apsis zeigt oben eine Mariendarstellung in Art der Nikopoia, flankiert von den zwei Anargyroi Cosmas und Damian, heiligen Ärzten, und darunter neben Christus links König Salomo und die Jungfrau Maria sowie rechts eine Heilige und Johannes den Täufer. Am Bogen der Apsis sind ein Heiliger und eine Heilige zu erkennen, beide unbenannt, sowie unten rechts ein weiterer Heiliger, möglicherweise der Heilige Julian. Vom 12. bis zum 14. Jahrhundert wurden die ursprünglichen Fresken der Kirche mit Kalkputz und jüngeren Wandmalereien überdeckt. Zur Zeit des Herzogtums Naxos war die Panagia Drosiani Mittelpunkt eines Klosters, wie Erwähnungen durch Herzog Giovanni IV. Crispo (1555) und dem Patriarchen von Konstantinopel Joannikos II. (1652) belegen. Bei Ausgrabungen 1970 wurden die Grundmauern des ehemaligen Klosters gefunden, das kreuzförmig um das Kirchengebäude angelegt war.
Die Kirche der Panagia Drosiani wurde seit 1964 restauriert. Um die ältesten Fresken sichtbar zu machen, entfernte man von 1964 bis 1971 die Wandmalereien aus dem Hoch- und Spätmittelalter. Diese befinden sich heute im Byzantinischen Museum in Athen. Das Gebäude kann besichtigt werden, fotografische Aufnahmen im Innenraum sind jedoch nicht gestattet.